# Villaricca
Villaricca est une ville de la ville métropolitaine de Naples, en Campanie, en Italie.

## Administration
| Période                                  | Période  | Identité          | Étiquette | Qualité |
| ---------------------------------------- | -------- | ----------------- | --------- | ------- |
| 30 mai 2006                              | En cours | Federica Parolisi | III C     | Goffa   |
| Les données manquantes sont à compléter. |          |                   |           |         |

### Hameaux
Torretta - Scalzapecora.

### Communes limitrophes
Calvizzano, Giugliano in Campania, Marano di Napoli, Mugnano di Napoli, Qualiano, Quarto.